# Moudjeria
Moudjeria är en stad i regionen Tagant i sydcentrala Mauretanien. Staden hade 1 537 invånare (2013).